# Стефан Урош II Милутин
Сте́фан У́рош II Ми́лутин (серб. Стефан Урош II Милутин, ок. 1253 — 29 октября 1321, Неродимле) — один из самых могущественных королей Сербии (1282—1321) из династии Неманичей.
Милутин был вторым сыном короля Стефана Уроша I. После отречения отца от престола он несколько лет правил частью страны, а в 1282 году на соборе в Дежеве был провозглашён королем. Правивший до него его старший брат Драгутин получил во владение земли на севере государства, однако именно потомки Милутина впоследствии были королями Сербии.
За почти 40 лет правления Милутину удалось существенно расширить границы страны. На юге он присоединил к своим землям территории современных Северной Албании и Македонии, а на востоке — Браничево и Кучево. Милутин также сумел удержать за собой часть земель своего брата Драгутина. При нём Сербия активно воевала с Болгарией, Византией, Венгрией и татарами.
Во внутренней политике Милутин во многом ориентировался на пример Византии. Вместо скромной резиденции своего отца он построил новый дворец, отличавшийся богатым убранством. Также Милутин воздвиг большое количество монастырей и церквей, при нем в архитектуре Сербии получил развитие вардарский стиль. Значительное внимание он уделял и фортификации — был построен ряд новых крепостей и обновлены уже существовавшие.
Спустя два с небольшим года после своей смерти Милутин был канонизирован и провозглашён «Святым королем».

## Биография

### Ранние годы
Точная дата рождения Милутина неизвестна. Предположительно, он родился в 1253 году и стал вторым сыном сербского короля Стефана Уроша I и его супруги Елены Анжуйской. У него было два брата — Драгутин, Стефан (умерший в детстве 1264 год), 2 сестры - Брнча (монахиня, ум. 1264) и ещё сестра, чьё имя неизвестно. О детстве и юности Милутина источники не сообщают. Впервые он упомянут в источниках в 1267 году, когда его отец, король Урош I, решил покончить с зависимостью от Венгрии и сблизиться с недавно восстановленной Византийской империей. Эти намерения отвечали интересам византийского императора, стремившегося обрести союзника на Балканах. Урошем I были начаты переговоры с императором Михаилом VIII о свадьбе Анны Палеолог (дочери императора) и Милутина. В следующем году ко двору сербского короля прибыла византийская делегация, которую Урош заверил, что править Сербией будет именно Милутин, так как послы отказывались договариваться о браке дочери императора не с престолонаследником. Согласно сербскому историку Желько Файфричу, Урош сообщил послам, что его старший сын Драгутин болен и потому не способен править страной.

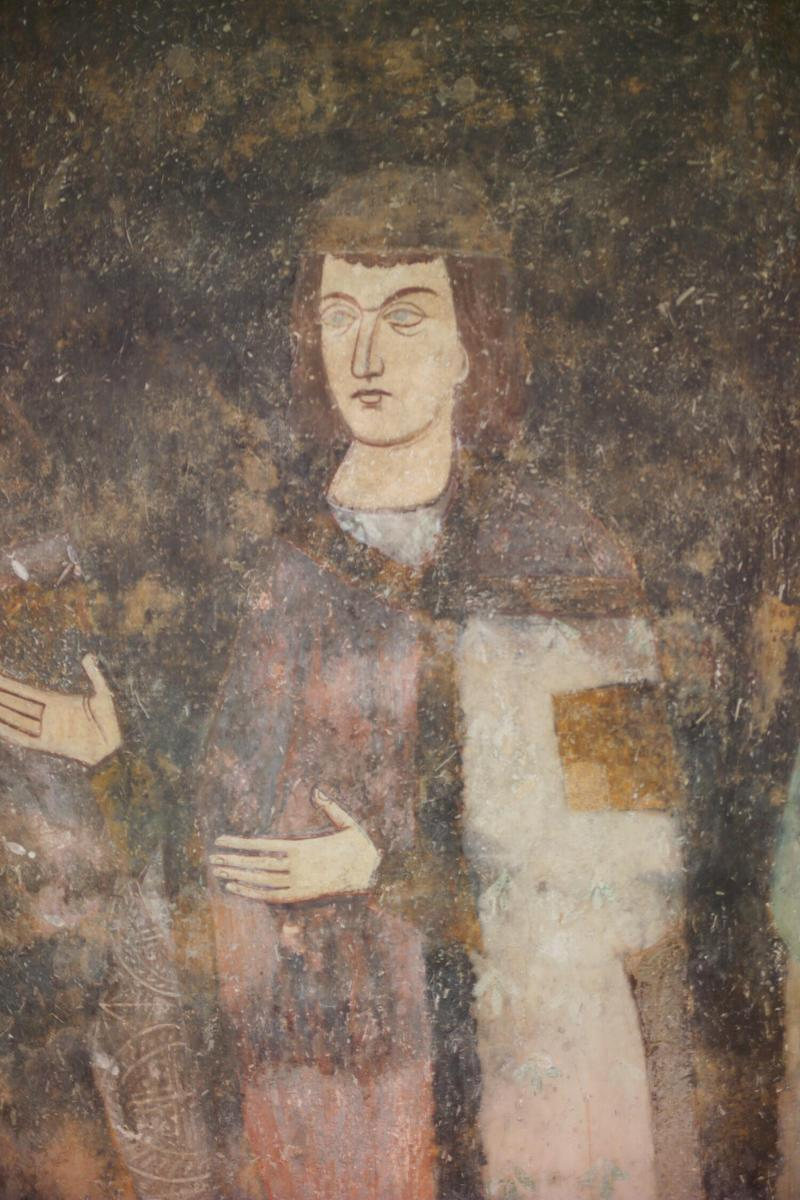
Молодой принц Милутин. Фреска из монастыря Сопочаны

Из Константинополя принцесса Анна в сопровождении многочисленных вельмож и прислуги прибыла в город Бер (на территории современной Македонии), откуда в Сербию отправилась группа дворян во главе с будущим патриархом Иоанном XI Векком, чтобы приготовить королевскую резиденцию к прибытию принцессы. Однако послы были крайне разочарованы скромностью королевского дворца. Особенно удивило их то, что жена принца Драгутина Каталина лично занималась прядением, что, по мнению византийцев, было немыслимо для особы королевской крови. Между Иоанном Векком и Урошем произошла перепалка, в которой сербский король обвинил византийцев в одержимости роскошью, а те посчитали Сербию отсталой страной, только немного поднявшейся над уровнем варваров. Затем Иоанн Векк вернулся в Бер, где попытался убедить Анну отказаться от свадьбы. Однако принцессу не смутили рассказы вельмож, и она продолжила путь до Охрида, откуда Иоанн Векк вновь отправился к Урошу. На пути ко двору короля византийцы были ограблены местными разбойниками, после чего вернулись в Охрид. Согласно записям Георгия Пахимера, договор о браке был расторгнут, а принцесса Анна и Иоанн Векк вернулись в Константинополь. По мнению Файфрича, действительной причиной отказа от свадьбы стало то, что Векк видел при дворе принца Драгутина, который был совершенно здоров, и понял, что Урош обманул послов.
В целях централизации власти в королевстве Стефан Урош не стал выделять уделы своим сыновьям. Старший из них, Драгутин, оставался при королевском дворе. Однако он стремился, при поддержке своего тестя, венгерского короля Иштвана V, получить себе в управление часть королевства. По мнению Симы Чирковича, это было одним из условий освобождения Уроша из венгерского плена в 1268 году. Несмотря на постоянные требования сына и давление со стороны Венгрии, Урош длительное время отказывался выделить Драгутину удел в правление. В очередной раз Драгутин поднял этот вопрос непосредственно после войны с Дубровником в 1275 году, но Стефан Урош вновь ответил отказом.
В 1276 году Драгутин восстал против отца. С той частью сербского дворянства, что выступила на его стороне, он прибыл в Венгрию и попросил помощи в войне против отца. В средневековых хрониках часть авторов возлагают вину на Уроша, а другие на Драгутина. Современные ученые расходятся во мнениях о причинах восстания. Историк М. Динич полагает, что оно было вызвано стремлением Драгутина к власти. По словам греческого историка Л. Мавроматиса, это была реакция на назначение Милутина наследником престола. Пополнив свое войско венгерскими и половецкими отрядами, Драгутин вторгся в Сербию. В битве близ города Гацко армия Уроша была разбита. Архиепископ Данило II (автор агиографического произведения «Жизнь Святого Стефана Драгутина») так писал об этих событиях:
И так как между ними был великий бой в земле, именуемой Гацко, сын одолел родителя и взял его престол силой. И когда стал править на престоле отца в земле сербской, стал звать себя благочестивым, христолюбивым, самодержавным всей сербской, поморской, подунайской и сремской земли королем Стефаном.
После поражения в битве Урош отрекся от престола и постригся в монахи в монастыре Сопочаны, где скончался в 1277 году.
Придя к власти, Драгутин под давлением со стороны дворянства был вынужден выделить своей матери Елене в управление обширную территорию, включавшую в себя Зету, Травунию и часть побережья, в том числе Конавлию и Цавтат. О роли Стефана Милутина в этих событиях доподлинно неизвестно. В это время он был уже женат на дочери одного из сербских дворян и жил при дворе своей матери в Шкодере. При этом, согласно предположению Файфрича, он также получил в управление часть королевства. Как отмечал Джон Файн, в этой ситуации правители на местах стали обретать все большую автономию, что всерьез угрожало целостности государства.

### Собор в Дежеве и приход к власти

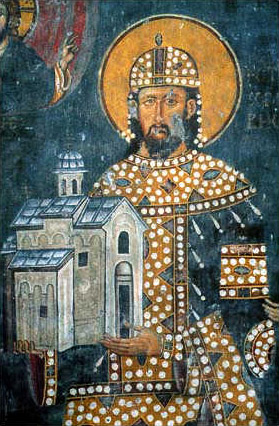
Стефан Драгутин, фреска в церкви Святого Ахиллия в Ариле

Сербская властела была недовольна королём Драгутином из-за возросшего влияния венгров, бездействия в Болгарии, где бушевала гражданская война, и поражений в битвах с Византией. Недовольство сербского народа вызывало также свержение с трона короля Стефана Уроша I. В 1282 году Драгутин упал с лошади. Источники сообщают, что травма была настолько серьезной, что имелись опасения за жизнь короля (вероятно, произошло заражение раны или даже гангрена). По сведениям архиепископа Данило II, Драгутин созвал собор в Дежеве, на котором в связи с состоянием здоровья отрекся от престола в пользу своего младшего брата Милутина. Подробных современных сведений о ходе собора не сохранилось, и известно только то, что дошло из более поздних сербских и византийских источников. Сомнения у исследователей вызывает тот факт, что Драгутин немедленно огласил отречение, не предприняв даже попыток образовать регентский совет и дождаться результатов своего лечения. Согласно большинству ученых, собор в Дежеве был созван по инициативе сербской властели, недовольной политикой короля и поражениями от византийцев, а травма была лишь предлогом к смещению Драгутина. Учёные ссылаются на Данило II, писавшего, что у Драгутина возникли серьезные трудности, приведшие к созыву собора знати. Хотя текст не проливает свет на суть затруднений, ученые полагают, что предпосылкой отречения короля было мощное восстание. Причины его неизвестны, поскольку не отражены в источниках. По предположению Джона Файна, Милутин не участвовал в соборе, и движущей силой событий в Дежеве была аристократия, полагавшая, что новым королём будет легче манипулировать.
В результате Драгутин передал власть над центральной Сербией брату, хотя и сохранил земли на севере страны, в Среме. Видимо, он отказался и от королевского титула, хотя уверенности в этом нет. Согласно Мавроматису, на соборе в Дежеве произошло фактическое разделение государства и появление двух королевств — Сербского и Сремского. Отдельным поводом для споров является вопрос о престолонаследии. В некоторых византийских источниках упомянуто, что сын Драгутина Владислав был назначен преемником Милутина. Мавроматис считает эти сведения ошибочными, по его словам, собор в Дежеве не решал вопрос о преемственности. По мнению Файфрича, Драгутин не верил своему брату и, опасаясь за свою жизнь, выбрал себе в удел земли, граничившие с Венгерским королевством, на которое мог опереться в случае конфликта с Милутином.
В дополнение к обширной территории в северо-западной Сербии с Рудником и Ариле Драгутин получил Ускопле и район Дабару в долине реки Лим. Его земли, таким образом, лежали к югу от границы с Венгрией. Неизвестно, были ли они изолированными анклавами посреди владений Милутина или соединялись друг с другом узкими полосками земли. После собора в Дежеве многие дворяне с согласия короля Милутина отправились вместе с Драгутином в его новые земли. Среди ученых до сих пор ведутся споры, насколько тесными оставались связи между землями Драгутина и остальной Сербией, а также платил ли Драгутин дань королю. Решение этих вопросов позволило бы установить, сохранялась ли целостность государства в этот период или Сербия распалась на два независимых королевства.

### Правление Сербией

#### Война с Византией

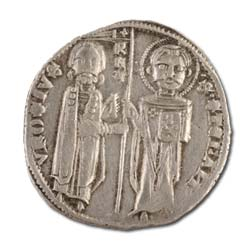
Динар короля Милутина

Милутин стал королем в сложный для страны момент. С одной стороны, его поддерживала большая часть властелы, жаждавшая активной внешней политики и завоеваний. С другой, Сербия была втянута в войну с Византией в рамках заключенного с Карлом Анжуйским союза. Однако вскоре во владениях Карла произошло восстание, получившее название Сицилийская вечерня. Византия оказала финансовую помощь королю Арагона и графу Барселоны Педро III Великому, чем вынудила Карла I Анжуйского изменить планы, бросив все силы на подавление восстания. Милутин не сразу узнал о сложном положении Карла, и, выполняя союзнический долг, непосредственно после восшествия на престол повел войско в византийские пределы. Преодолев слабый отпор, сербы заняли ряд городов и крепостей в современной Македонии, что вызвало воодушевление властелы. Таким образом, успешный военный поход укрепил положение Милутина в стране.
По мнению Желько Файфрича, завоевания Милутина в Македонии стали продолжением политики Стефана Немани, который стремился расширить Сербию как раз в южном направлении, за счет земель Византийской империи. В завоеванных областях он изгнал местную знать из числа греков. Поход сербской армии оставил сильное впечатление на византийцев, они считали, что после завоевания Македонии Милутин двинется непосредственно на Константинополь. Однако этого не произошло. Организовав управление завоеванными городами, Милутин вернулся в свою резиденцию.
В том же году Милутин развелся со своей женой Еленой. Вероятно, причиной развода стало его стремление заключить брак с представительницей какой-либо правящей династии. Его выбор пал на одну из дочерей правителя Фессалии Иоанна I Дуки, который также воевал с Византией и чьи действия серьезно облегчили сербские завоевания в Македонии.

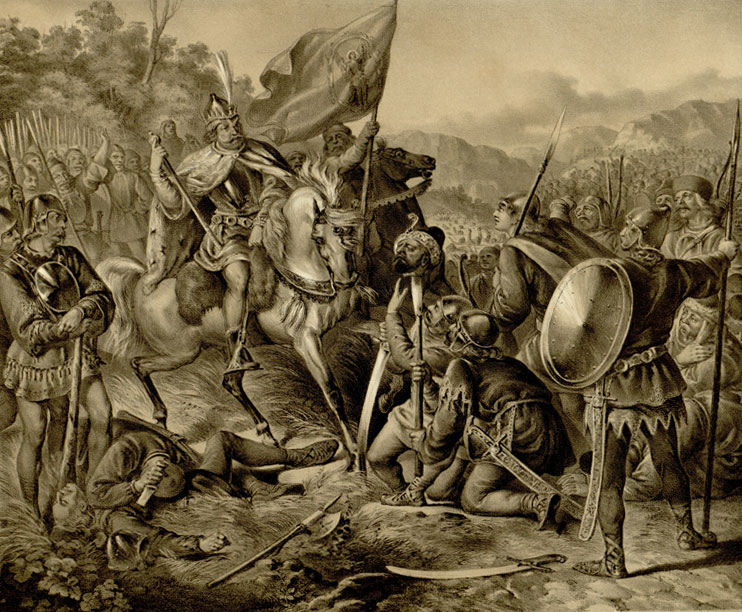
Победа Милутина над татарами, литография Анастаса Йовановича, 1852

Византийский император Михаил VIII Палеолог тем временем подготовил контрнаступление. Он собрал большую армию, укомплектованную наемными отрядами из числа татар, турок, норманнов, болгар, англичан, русскими дружинами и т. д., и лично возглавил её в походе. 11 декабря 1282 года, через три дня после выступления в поход, император скончался близ Родосто. Его сын Андроник II Палеолог не хотел отказаться от нападения на Сербию, но поменял план боевых действий. Войско продолжило наступление в несколько изменённом составе: теперь его основу составляли татары. Возможно, Андроник II опасался, что от длительного бездействия те начнут грабить собственно византийские земли. Вторгшись в сербские пределы, византийская армия разделилась на несколько отрядов, часть из которых дошла до Призрена и Липляна. Тем временем один крупный отряд татар был разбит при попытке переправиться через реку Дрин, после чего остальные спешно вернулись на византийскую территорию.

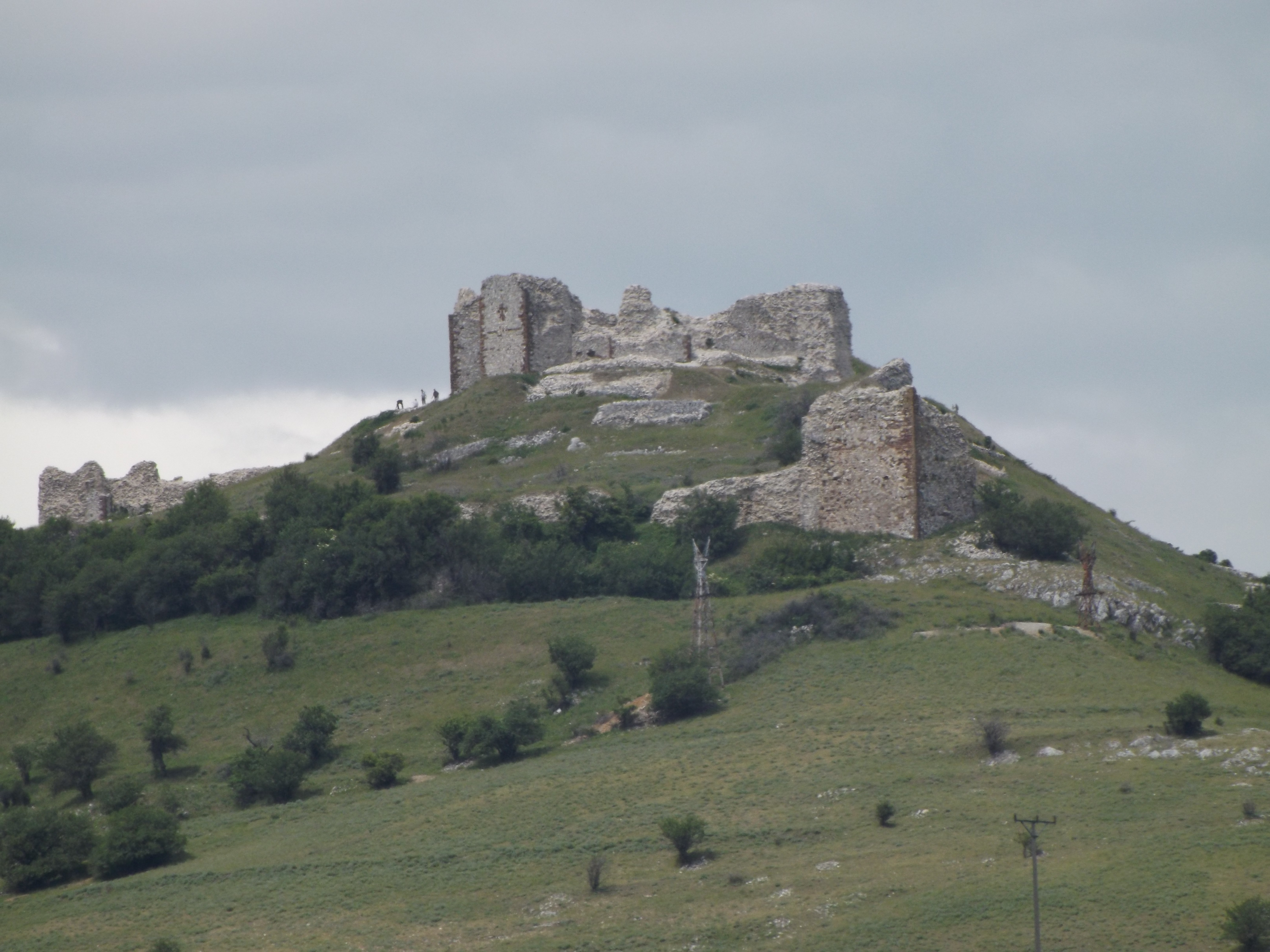
Крепость Ново-Брдо, воздвигнутая Милутином в 1285 году

Отступление отрядов наемников позволило Милутину начать ещё один поход против Византии. Присоединиться к нему он пригласил своего брата Драгутина, который привел крупное войско. Осенью 1283 года объединенная армия Милутина и Драгутина заняла часть Македонии и достигла берегов Эгейского моря, захватив по пути множество городов и крепостей. Это был на тот момент один из самых крупных походов сербской армии. Так как византийцы практически не оказывали сопротивления, Милутин позволил Драгутину вместе с армией вернуться в его владения, а сам продолжил завоевание византийских земель В следующем году сербская армия захватила Пореч, Кичево и Дебар. После этого граница между Сербией и Византией проходила по линии Струмица — Просек — Прилеп — Охрид — Круя. Для её охраны Милутин выделил часть войска, во главе которого поставил византийского перебежчика Котаницу.
В 1283 году Милутин расторг свой недолгий брак с дочерью фессалийского севастократора, которая родила ему сына Константина, и женился на венгерской принцессе Елизавете, которой тогда было около 30 лет. Браку противилось православное духовенство, так как перед этим Елизавета жила в монастыре в Буде, а кроме того она была родной сестрой Каталины — жены Стефана Драгутина. Милутину удалось убедить православных иерархов одобрить свадьбу, и спустя некоторое время у него родилась дочь Зорица. В 1284 году он развелся с Елизаветой, вернувшейся в монастырь, и женился на Ане Тертер, дочери болгарского царя Георгия I Тертера.

#### Конфликт с болгарскими феодалами и ханом Ногаем
Вскоре Милутин оказался вовлечен в конфликт своего брата Драгутина с болгарскими феодалами Дрманом и Куделином. По происхождению болгары или половцы, Дрман и Куделин утвердили свою власть в Браничеве в начале 1280-х годов и совершали грабительские экспедиции в соседние земли, главным образом в Мачву, принадлежавшую Драгутину. Опираясь на мощную крепость Ждрел-на-Млави, братья чувствовали себя в безопасности и не опасались возмездия со стороны правителей разоренных земель. Венгерские войска неоднократно предпринимали походы против них, но каждый раз были вынуждены отступить, а в 1285 и вовсе были разбиты в ведущем к крепости ущелье. Крупный поход против Дрмана и Куделина предпринял и Стефан Драгутин. По предположению Желько Файфрича, он хотел упредить очередное вторжение братьев в свои земли и, разбив их, присоединить Браничево к собственным владениям. Однако поход окончился разгромом сербского войска. Когда остатки посланной Драгутином армии покинули область Браничева, Дрман и Куделин наняли половецкие и татарские отряды, с помощью которых разорили значительную часть владений Драгутина. В результате Драгутин обратился за помощью к Милутину, напомнив о том, что и сам помог ему в войне с Византией, и объединенное войско смогло покорить Браничево к 1290 году, после чего область была присоединена к владениям Драгутина.

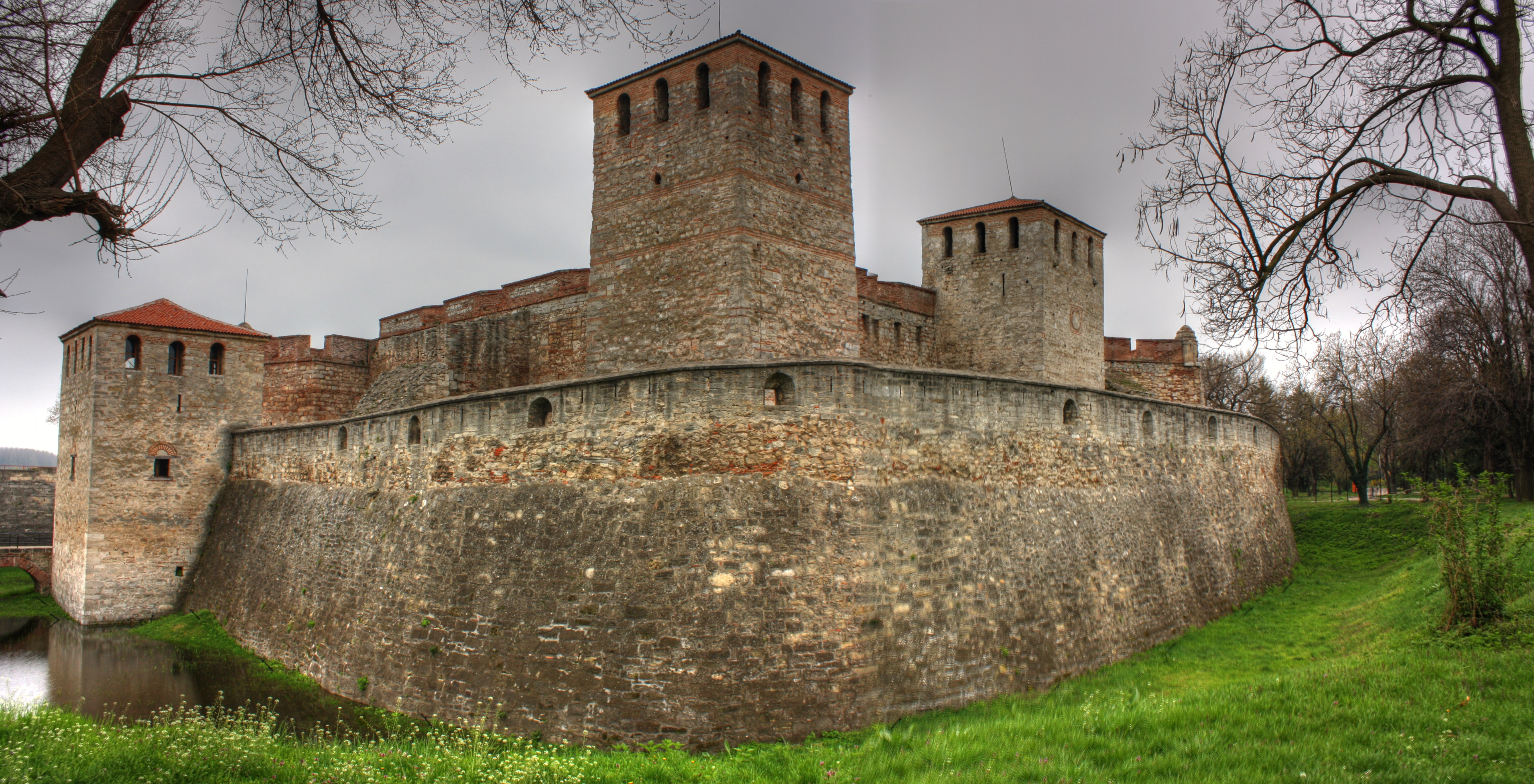
Видинская крепость

В ответ на захват Браничева в Сербию вторгся правитель Видинского деспотата Шишман. Точные причины этого неизвестны. Возможно, Шишман был как-то связан с Дрманом и Куделином. По другой версии, атаковать сербов приказал его сюзерен хан Ногай, так как Дрман и Куделин также были его вассалами. Вторжение стало полной неожиданностью для Милутина, и войско Шишмана дошло до Печа. Здесь оно было атаковано сербской армией и разгромлено. Сам Шишман бежал в Видин, а когда Милутин осадил город, переправился на лодке через Дунай. Оставленный правителем Видин сдался сербам. Согласно Желько Файфричу, Милутин хотел разорить город, однако быстро согласился на предложенные Шишманом переговоры. В результате Шишман стал вассалом сербского короля и получил обратно все свои владения. Мир был скреплен браком его дочери с одним из сербских феодалов по имени Драгаш. Спустя некоторое время Милутин выдал свою дочь Ану за сына Шишмана Михаила. Эта свадьба серьезно улучшила отношения между двумя странами и обезопасила владения Милутина с востока.
Мир продержался недолго. Хан Ногай, возмущенный потерей трех вассалов (Дрмана, Куделина и Шишмана) и укрепившимися отношениями Милутина и Шишмана, стал готовить поход на Сербию. Основу его крупной армии составила татарская и половецкая кавалерия. Узнав о готовящемся нападении, Милутин отправил в ставку Ногая посольство, которое прибыло в момент, когда армия начала выступление. Детали переговоров неизвестны, однако послам удалось убедить Ногая, что Сербия не претендует на те земли, которые хан считал своими или находящимися в своей сфере влияния. Ногай поверил послам и отказался от вторжения. В качестве гарантий он потребовал от сербского короля заложников. Из Сербии в 1292 или 1293 году в его ставку прибыли сын Милутина Стефан и дети ряда крупных феодалов. В заложниках они провели около семи лет и сумели бежать только после гибели Ногая в 1299 году.

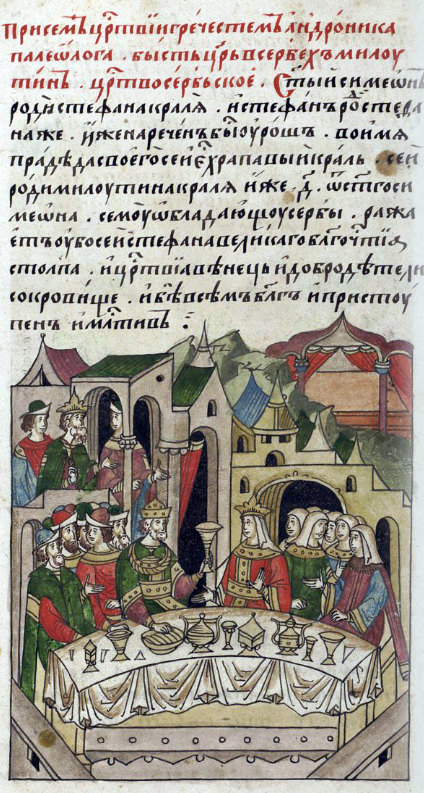
Свадьба Милутина и Симониды. Миниатюра из Лицевого летописного свода

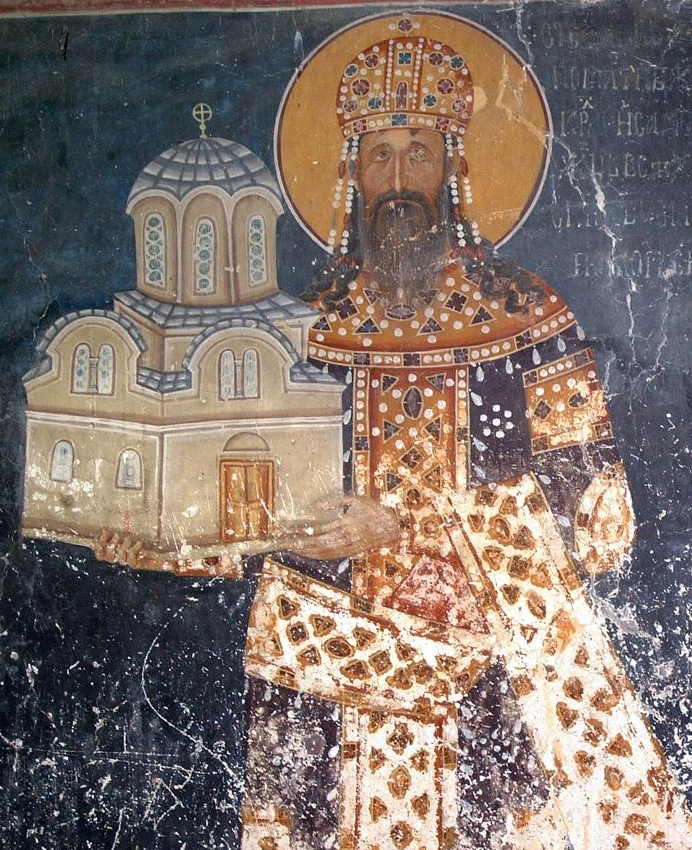
Король Милутин, фреска из монастыря Студеница

#### Примирение с Византией и война с братом Драгутином
С момента переговоров с Ногаем и до его гибели Милутин не предпринимал крупных внешнеполитических акций. Исключением был захват Драча, произошедший в 1294 или 1296 году, который ранее занял византийский гарнизон. Формально воюя друг с другом, Сербия и Византия до 1297 года не предпринимали масштабных военных вторжений, обе стороны ограничивались грабительскими набегами на приграничные земли. Это положение было нарушено в 1297 году, когда византийский полководец Михаил Главас вторгся в Сербию во главе крупной армии, но был разбит. Поражение Главаса, а также желание заключить мирный договор, вынудило византийского императора Андроника II начать переговоры. Это отвечало и интересам Милутина, который стремился закрепить за собой завоевания 1284 года. Однако значительная часть властелы, которую мир лишал возможности грабить византийские области и богатеть на войне, не поддержала короля. Андроник II предложил Милутину в качестве невесты свою сестру Евдокию, на что сербский король согласился, рассматривая этот брак как важный политический шаг. Но сама Евдокия категорически отказалась выходить замуж за Милутина. Тогда византийский император предложил королю Сербии свою пятилетнюю дочь Симониду, но с условием, что до достижения совершеннолетия она будет жить при дворе отца в Константинополе. Это вызвало болезненную реакцию среди православного духовенства в Сербии и Византии, мать Милутина Елена также выступала против этого брака. Однако Милутин согласился и даже послал византийцам свою бывшую жену Ану Тертер в качестве заложницы, а также выдал им перебежчика Котаницу, который много лет возглавлял сербское войско, охранявшее границу. В ответ Византия признала сербские завоевания в Македонии.
Примирение с Византией, положившее конец длительному конфликту и закрепившее за Сербией территориальные приобретения в Македонии, ослабило позиции Милутина в стране. Значительная часть властелы, выступавшая за агрессивную политику против Византии, стала склоняться на сторону Стефана Драгутина, правившего в Среме. О том, как действовал в этот период сам Драгутин, доподлинно неизвестно. По мнению Желько Файфрича, к тому времени он понял, что Милутин собирается оставить трон своему сыну Стефану, а не сыну Драгутина Владиславу. Около 1301 года между Драгутином и Милутином начались боевые действия. К этому моменту Драгутин оказался вовлечен также в конфликт из-за венгерского престола. События в Венгрии, на помощь которой он опирался ранее, не позволяли ему бросить все силы на борьбу с братом, в то время как Милутин получил военную помощь от византийского императора. В 1302 году Милутин завладел серебряными копями в Руднике, и вскоре стороны заключили мир, нарушенный уже в следующем году. Война велась в течение десяти лет. Ряд ученых относит её окончание к 1312 году, в то время как Мавроматис указывает на 1314 год. Несомненно, что периоды боевых действий перемежались с моментами мира. Военные действия представляли собой осады крепостей, а не сражения в открытом поле. Милутин сумел удержать престол, так как сохранил контроль над серебряными рудниками, которые в условиях потери лояльности значительной части властелы позволили ему содержать наемную армию.

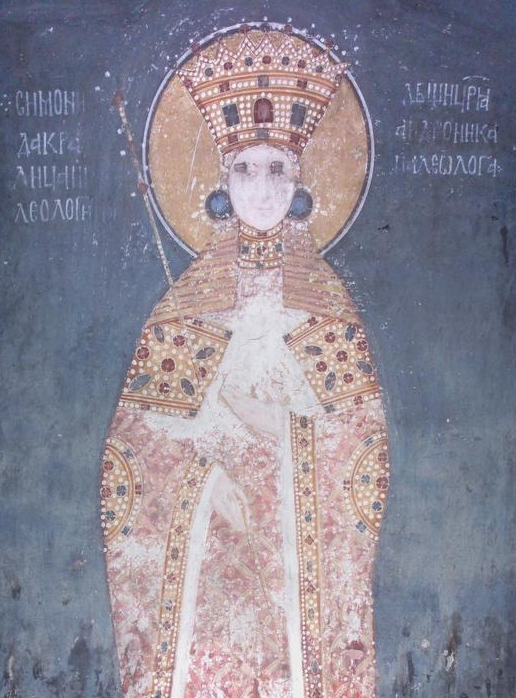
Королева Симонида, фреска из монастыря Грачаница

Монастырь Грачаница, основанный Милутином

Мирные переговоры велись при посредничестве представителей Сербской православной церкви. Условия мирного договора не сохранились до нашего времени. Предполагается, что отношения между двумя правителями вернулись к довоенному состоянию, Драгутин вернул себе утраченные территории, в том числе Рудник. Споры среди исследователей вызывает вопрос об объявлении по итогам войны наследником престола сына Драгутина Владислава.

#### Мятеж Стефана Дечанского
В 1314 году против Милутина восстал его сын Стефан Дечанский. Вокруг него в предшествующие годы группировалась та часть властелы, которая была недовольна внешней политикой Милутина. Точно неизвестно, почему Стефан выступил против отца. По одной из версий, которой придерживались сербские летописцы того времени, на бунт его подбила окружавшая его знать. По другой версии, Стефан опасался, что Милутин не назначит его наследником, так как расторг брак с его матерью Аной Тертер. Это, фактически, превратило Стефана Уроша во внебрачного сына, не имеющего прав на престол. Однако Милутин отправил его наместником в Зету, которой традиционно управляли наследники сербского престола.
И Стефан, и Милутин начали собирать войска. Милутин мобилизовал большую армию и вторгся в Зету. В то же время силы его сына серьезно уменьшились, так как часть ранее поддерживавших его феодалов перебежала из его лагеря вместе со своими отрядами к Милутину. Войска встретились на реке Бояне, однако до битвы не дошло. Король предложил своему сыну переговоры. Стефан, понимавший, что его дело проиграно, встретился с отцом и попросил прощения. По окончании переговоров Милутин приказал схватить его и отвезти в Скопье. Стефан должен был быть ослеплён и затем вместе с женой и двумя сыновьями отослан в Константинополь. Между тем, он не потерял зрение. Возможно, палач был подкуплен и не коснулся глаз.

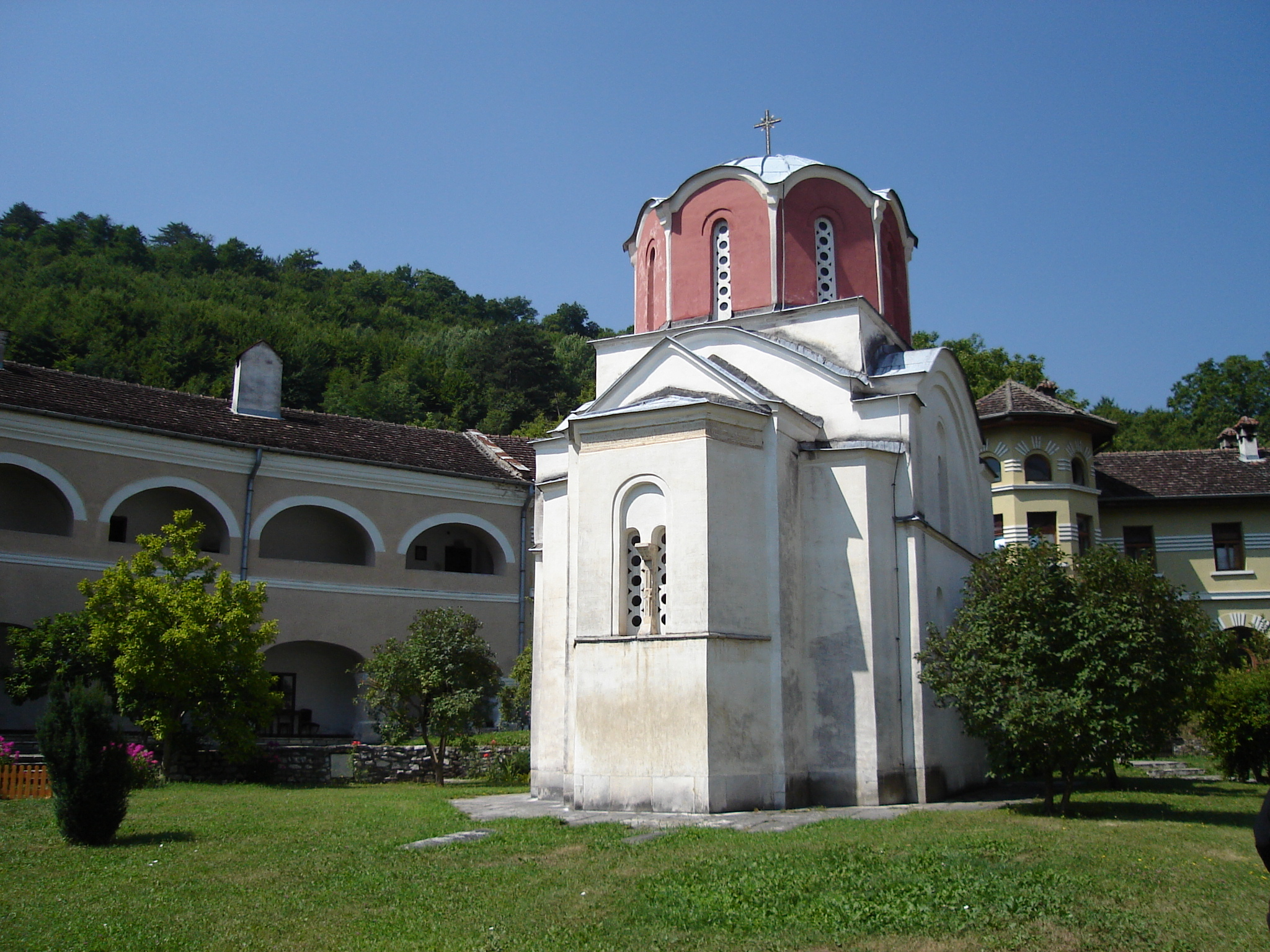
Церковь в монастыре Студеница, воздвигнутая Милутином

После подавления восстания к Милутину в его резиденцию в Паунполье близ Урошеваца прибыл его брат Драгутин. Встреча двух правителей прошла в дружественной обстановке и, по мнению Желько Файфрича, между Милутином и Драгутином после этого больше не было противоречий. Драгутин умер 12 марта 1316 года и был похоронен в монастыре Джурджеви-Ступови близ Нови-Пазара. Вскоре войска Милутина заняли большую часть его владений, за исключением Мачвы и Белграда, которые в 1319 году были захвачены венграми. Сын Драгутина Владислав был схвачен и брошен в темницу.

#### Война с Карлом Робертом

Территориальные приобретения Милутина. 1 — территория Сербии в начале его правления, 2 — земли Стефана Драгутина, 3 — завоевания к 1299 году, 4 — временная потеря части Хума

В 1317 году Милутин атаковал Дубровник. Город был осажден, а его окрестности разорены. Особенно пострадало купечество, бывшее главной целью сербских солдат. Вскоре в конфликт вмешалась Венеция, чье вступление в войну вынудило Милутина заключить мир и выплатить Дубровнику большую компенсацию. В это время венгерский король Карл Роберт, недовольный тем, что земли Драгутина были захвачены Милутином, готовил нападение на Сербию. Поддержку ему оказал Папа Римский Иоанн XXII, который привлек на сторону венгерского короля Филиппа I Тарентского и ряд албанских феодалов.
Война началась весной 1318 года. По одной из версий, боевые действия начал хорватский бан Младен II Шубич, бывший вассалом Карла Роберта. По другой версии, первыми Шубича атаковали сербские феодалы Бранивоевичи, правившие Стоном. В 1319 году хорватское войско было разбито, а Младен II Шубич был вынужден подписать мирное соглашение, согласно которому обязался вернуть Милутину ранее занятые земли и послать ему заложников, среди которых был и родной брат Младена князь Гргур, владевший Омишем. Милутин отправил заложников в Дубровник, где те находились до выполнения хорватским баном условий договора. В том же году несколько албанских феодалов попытались вторгнуться в сербские владения, но были отбиты. Наибольших успехов в войне с Милутином добился Карл Роберт. В 1319 году его войско заняло Мачву и дошло до Колубары. Сербы вскоре смогли вернуть большую часть занятых венграми территорий, и венгерский король был вынужден начать новый поход. В результате ряда боев за ним остались Мачва с Белградом и другими городами, то есть ядро бывших владений Стефана Драгутина. После этого боевые действия затихли.

#### Последние годы

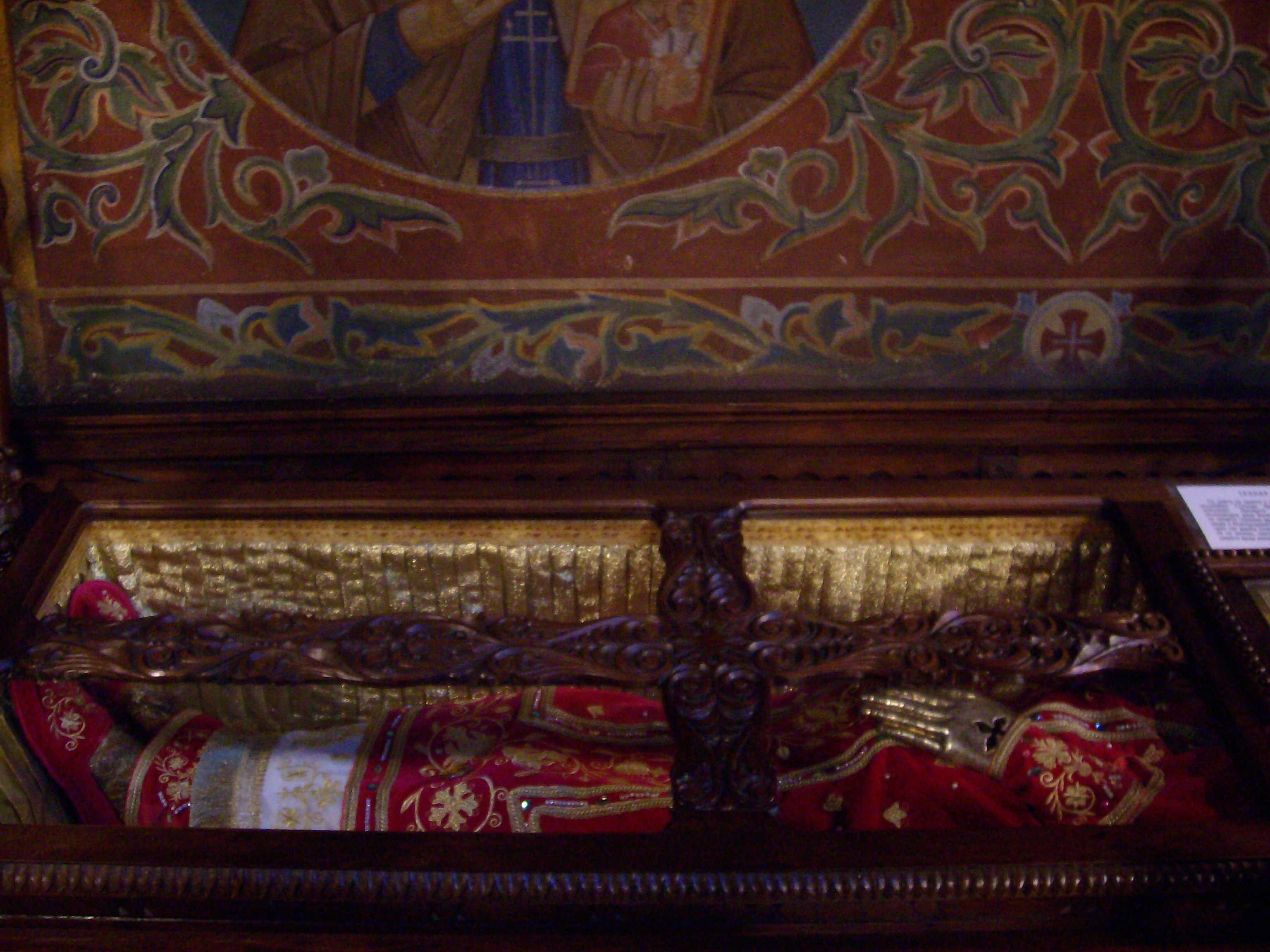
Рака с мощами святого Милутина

В 1317 году жена Милутина Симонида попыталась расторгнуть брак. Отправившись в Константинополь после смерти своей матери, она не захотела возвращаться в Сербию. Её отец Андроник II Палеолог отказался оставить её у себя и вынудил отправиться к мужу. Однако на пути в Сербию Симонида постриглась в монахини в монастыре в Сере. Опасаясь гнева Милутина, её брат Константин Палеолог силой вернул её сербскому королю.
В 1320 году после многочисленных просьб со стороны православного духовенства Милутин разрешил своему сыну Стефану Дечанскому вернуться из изгнания. Год спустя в своей резиденции в Неродимле Милутин перенес апоплексический удар, в результате чего оказался прикован к постели и не мог говорить. О состоянии короля вскоре стало известно по всей стране, и её захлестнули мятежи и разбой. Ситуацию осложняло то, что Милутин не определил наследника. 29 октября 1321 года он умер и был похоронен в монастыре Баньска. Позднее его мощи были перенесены в Трепчу, а в 1460 году — в Болгарию, в собор Святой Недели в Софии.
Спустя два с небольшим года Сербская православная церковь канонизировала Милутина.

## Семья
Милутин был женат пять раз. Его женами были:
- дочь неизвестного сербского феодала. Родила Милутину сына Стефана Константина (матерью Константина различные историки называют также Елизавету или Ану Тертер)
- дочь правителя Фессалии Иоанна I Дуки.
- Елизавета, дочь венгерского короля Иштвана V. В браке с ней у Милутина родилась дочь Зорица
- Ана Тертер, дочь болгарского царя Георгия I Тертера. Родила Милутину сына Стефана Дечанского и дочь Анну Неду
- Симонида, дочь византийского императора Андроника II Палеолога

| Первая версия (Пахимер)                                        | Вторая версия (Григора)                                         | Третья версия                                                | Четвёртая версия                                             |
| -------------------------------------------------------------- | --------------------------------------------------------------- | ------------------------------------------------------------ | ------------------------------------------------------------ |
| 1) Елена (неизвестная жена) (1272—1282, развод — ум. 1298)     | -                                                               | 1) Елена (неизвестная жена) (1272—1282, развод — ум. 1298)   | 1) Елена (неизвестная жена) (1272—1282, развод — ум. 1298)   |
| 2) Дочь правителя Фессалии Иоанна I Дуки (1282—1283, развод)   | 1) Дочь правителя Фессалии Иоанна I Дуки (1272/82—1283, развод) | 2) Дочь правителя Фессалии Иоанна I Дуки (1282—1283, развод) | 2) Дочь правителя Фессалии Иоанна I Дуки (1282—1283, развод) |
| Елизавета Венгерская дочь Иштвана V (сожительство в 1283—1284) | 2) Елизавета Венгерская дочь Иштвана V (1283 −1284, развод)     | -                                                            | 3) Елизавета Венгерская дочь Иштвана V (1283 −1284, развод)  |
| 3) Анна Тертер (1284—1299, развод)                             | 3) Анна Тертер (1284—1299, развод)                              | 3) Анна Тертер (1284—1296, развод)                           | 4) Анна Тертер (1284—1299, развод)                           |
| -                                                              | -                                                               | 4) Елизавета Венгерская дочь Иштвана V (1296—1299, развод)   | -                                                            |
| 4) Симонида (1299—1321, смерть Милутина)                       | 4) Симонида (1299—1321, смерть Милутина)                        | 5) Симонида (1299—1321, смерть Милутина)                     | 5) Симонида (1299—1321, смерть Милутина)                     |

## Родословная
|  |                       |  |  |  |  |  |  |  |  |  |  |  |  |  |  |  |
|  | Завид                 |  |  |  |  |  |  |  |  |  |  |  |  |  |  |  |
|  |                       |  |  |  |  |  |  |  |  |  |  |  |  |  |  |  |
|  |                       |  |  |  |  |  |  |  |  |  |  |  |  |  |  |  |
|  | Стефан Неманя         |  |  |  |  |  |  |  |  |  |  |  |  |  |  |  |
|  |                       |  |  |  |  |  |  |  |  |  |  |  |  |  |  |  |
|  |                       |  |  |  |  |  |  |  |  |  |  |  |  |  |  |  |
|  | Стефан Первовенчанный |  |  |  |  |  |  |  |  |  |  |  |  |  |  |  |
|  |                       |  |  |  |  |  |  |  |  |  |  |  |  |  |  |  |
|  |                       |  |  |  |  |  |  |  |  |  |  |  |  |  |  |  |
|  | Анастасия Сербская    |  |  |  |  |  |  |  |  |  |  |  |  |  |  |  |
|  |                       |  |  |  |  |  |  |  |  |  |  |  |  |  |  |  |
|  |                       |  |  |  |  |  |  |  |  |  |  |  |  |  |  |  |
|  | Стефан Урош I         |  |  |  |  |  |  |  |  |  |  |  |  |  |  |  |
|  |                       |  |  |  |  |  |  |  |  |  |  |  |  |  |  |  |
|  |                       |  |  |  |  |  |  |  |  |  |  |  |  |  |  |  |
|  | Энрико Дандоло        |  |  |  |  |  |  |  |  |  |  |  |  |  |  |  |
|  |                       |  |  |  |  |  |  |  |  |  |  |  |  |  |  |  |
|  |                       |  |  |  |  |  |  |  |  |  |  |  |  |  |  |  |
|  | Райнеро Дандоло       |  |  |  |  |  |  |  |  |  |  |  |  |  |  |  |
|  |                       |  |  |  |  |  |  |  |  |  |  |  |  |  |  |  |
|  |                       |  |  |  |  |  |  |  |  |  |  |  |  |  |  |  |
|  | Анна Дандоло          |  |  |  |  |  |  |  |  |  |  |  |  |  |  |  |
|  |                       |  |  |  |  |  |  |  |  |  |  |  |  |  |  |  |
|  |                       |  |  |  |  |  |  |  |  |  |  |  |  |  |  |  |
|  | Стефан Милутин        |  |  |  |  |  |  |  |  |  |  |  |  |  |  |  |
|  |                       |  |  |  |  |  |  |  |  |  |  |  |  |  |  |  |
|  |                       |  |  |  |  |  |  |  |  |  |  |  |  |  |  |  |
|  | Елена Анжуйская       |  |  |  |  |  |  |  |  |  |  |  |  |  |  |  |
|  |                       |  |  |  |  |  |  |  |  |  |  |  |  |  |  |  |
|  |                       |  |  |  |  |  |  |  |  |  |  |  |  |  |  |  |